# Фаито
Фаито (итал.  Faito) — гора в итальянской области Кампания.

## Описание
Горный хребет в Кампании. Максимальная высота над уровнем моря — 1131 м. Часть горной цепи Латтари, образующей хребет полуострова Сорренто. Дорога (16 км) и канатная дорога соединяют вершину с Кастелламмаре-ди-Стабия. Чуть ниже (900—1000 м) расположена деревня Монте-Фаито.